# Cryptocoryne moehlmannii
Cryptocoryne moehlmannii är en kallaväxtart som beskrevs av De Wit. Cryptocoryne moehlmannii ingår i släktet Cryptocoryne och familjen kallaväxter.
Artens utbredningsområde är Sumatera. Inga underarter finns listade.